# A. M. de Jong

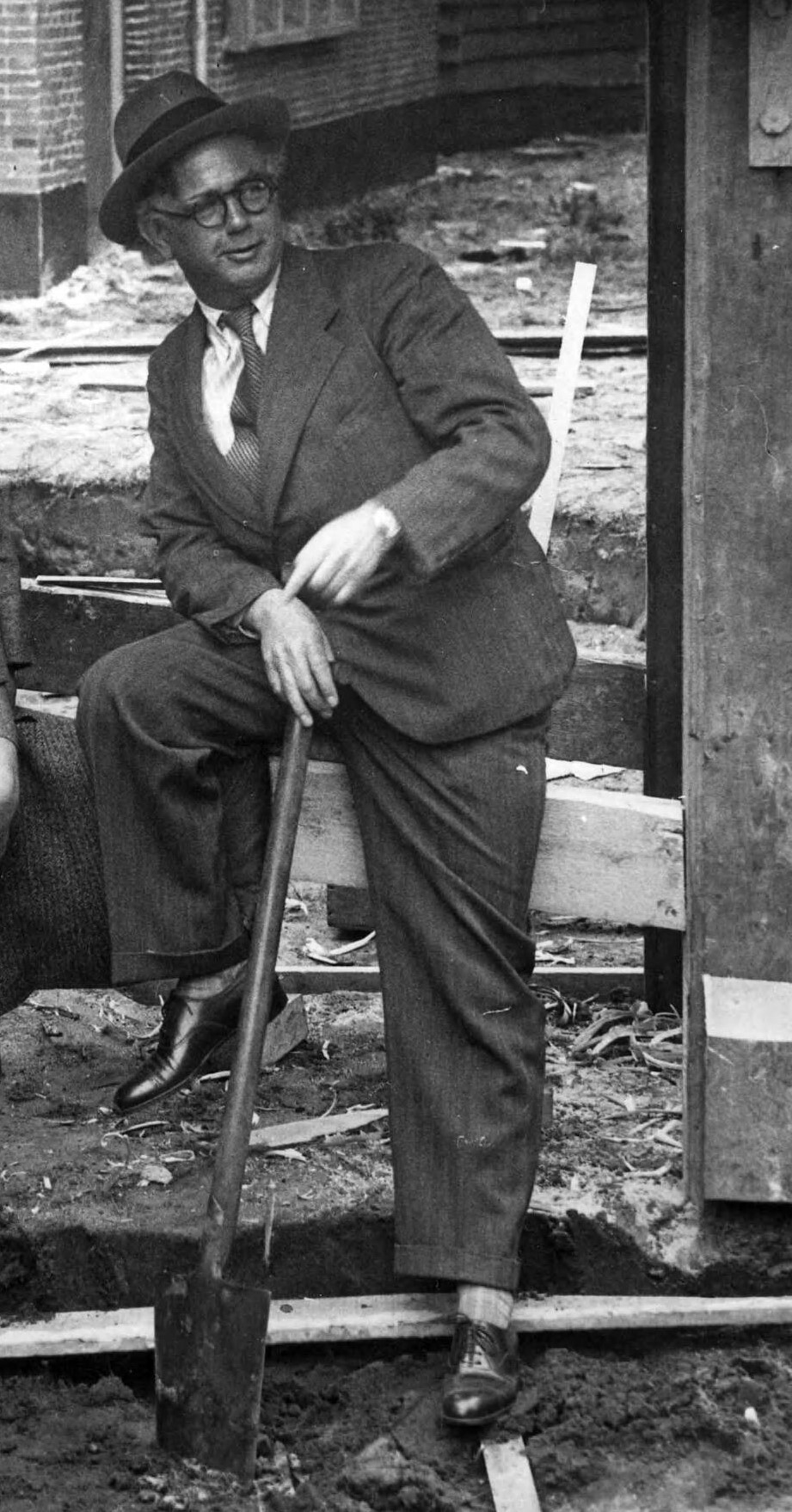
A. M. de Jong (1936)

Adrianus Michiel de Jong, auch Adriaan Michael de Jong (* 29. März 1888 in Nieuw-Vossemeer; † 18. Oktober 1943 in Blaricum) war ein niederländischer Schriftsteller und Journalist. Der Arbeitersohn und bekennende Sozialist wurde vor allem durch seine autobiografisch geprägten Romane um Merijntje Gijzen bekannt – und durch seine Ermordung im Alter von 55 Jahren durch die niederländische SS.

## Leben und Werk
De Jong wuchs in ärmlichen Verhältnissen auf, ab 1896 in Rotterdam. Das Kind wurde hausieren geschickt. Von seinen zwölf Geschwistern starben 10 innerhalb von zwei Jahren nach ihrer Geburt. Gleichwohl las der aufgeweckte Junge viele Bücher, die er sich auslieh. Später zog die Familie nach Delft um, wo De Jong 1907 eine Stelle als Grundschullehrer fand. Ab 1912 konnte er Beiträge in Zeitschriften unterbringen. Sein erster Roman Ondergang (Untergang) erschien 1916. Ein Jahr zuvor hatte er seine Kollegin Jacoba Cornelia (Co) Koekebacker geheiratet. Sie zogen nach Amsterdam. Dieser Ehe entsprangen ein Sohn und eine Tochter. Co starb 1936. Im selben Jahr heiratete De Jong die Sängerin Marie-Louise Josephine (Wies) Defresne.
Im Jahre 1916 wurde De Jong trotz seines politischen Bekenntnisses zum Sozialismus in die damals eher reaktionär orientierte niederländische Armee einberufen. Der Erste Weltkrieg traf Holland zwar nicht unmittelbar, doch die Streitkräfte waren für alle Fälle mobilisiert worden. De Jong, der einen „intellektuellen Beruf“ ausübte, durfte an einer Offiziersausbildung teilnehmen. Allerdings schrieb er prompt eine Serie von kritischen Skizzen über das niederländische Militär, die (unter Pseudonym) zwischen 1914 und 1918 in der sozialistischen Tageszeitung Het Volk erschien. Als die Militärbehörden davon erfuhren, wurde De Jong aus dem Armeedienst entlassen. Später entstand aus dieser Serie der 1929 veröffentlichte humorvolle Roman Frank van Wezels roemruchte jaren (Frank van Wezels ruhmreiche Jahre), der freilich nicht zu De Jongs gelungensten Werken zählt.

### Bulletje und Boonestaak
1919 konnte De Jong als Redakteur bei Het Volk anfangen. Ab 1922 versorgte er das Amsterdamer Blatt in Zusammenarbeit mit seinem Künstlerfreund George van Raemdonck mit textreichen Comicstrips, die um das Gaunerpaar Bulletje und Boonestaak kreisten. Obwohl unverhohlen gegen Kapitalismus und Militarismus gewandt, erfreuten sich diese „Streifen“ (bis 1937) bei Jung und Alt großer Beliebtheit. Sie erschienen nach De Jongs Tod auch in Buchausgaben. Ebenfalls mit Raemdonck veröffentlichte er zwischen 1925 und 1927 Comics unter dem Serientitel Appelsnoet en Goudbaard in einem Magazin.
De Jongs Hauptwerk, der autobiografisch geprägte achtteilige Romanzyklus Merijntje Gijzens Kindheit und Jugend, erschien zwischen 1925 und 1938. Es entrollt, dabei stark auf die Kindheitserinnerungen des Autors gestützt, das Bild des harten bäuerlichen und proletarischen Lebens in Brabant um 1900. Als der erste Band Het verraad (Der Verrat) auf Anhieb großen Erfolg hatte, machte sich De Jong als freier Schriftsteller selbstständig. Die ersten deutschen Ausgaben dieser Bände kamen um 1930 heraus. 1936 wurde das Werk durch Kurt Gerron (auf Niederländisch) verfilmt, wobei De Jong das Drehbuch schrieb und auch im Film mitspielte.
Eine zweiteilige deutsche Gesamtausgabe der acht Bücher des Romanzyklus erschien 1979 bzw. 1982 unter den beiden Titeln Ein weißer Traum war dieser Morgen. Roman einer Kindheit und Der große Sommer geht zu Ende. Roman einer Jugend.

### Der Sozialist als Landjunker
De Jong war sehr produktiv und saß von früh bis spät am Schreibtisch. Er verfasste auch Kinderbücher, Hörspiele, Übersetzungen und betätigte sich zudem als Kabarettist. Die offizielle, bürgerliche Literaturkritik hielt nicht viel von ihm, wie Margreet Schrevel bemerkt. Er habe schnörkellos und geradeheraus, in einer Mischung aus Realismus und Romantik geschrieben. So stellte er der nervtötenden Fabrik die Natur, der sexuellen Begierde Liebe und Freundschaft gegenüber. Leibhaftig jedoch habe der Arbeitersohn, nach seinen ersten Erfolgen, gern den „Lebemann“ gegeben. Seine besondere Leidenschaft habe persischen Teppichen, Pferden, Hunden und Reisen gegolten. Die Brabanter hätten den Sozialisten, laut Piet Bakker, zuweilen mit einem feudalen Landjunker verwechselt. De Jong war gastfreundlich, was auch dem griechisch-rumänischen Schriftsteller Panait Istrati zugutekam, der durch De Jong in den Niederlanden bekannt wurde. 1929 verurteilte De Jong die amtliche Weigerung, Leo Trotzki ein Einreisevisum für die Niederlande zu gewähren.

### Ermordung
1939 legte De Jong mit dem Roman Tanz auf dem Vulkan eine heftige Anklage gegen den Faschismus, daneben auch der Halbherzigkeit westlicher Demokratien vor. Ein Jahr zuvor hatte er sich, 50 Jahre alt, bei Amsterdam ein Haus gekauft. Leider entpuppte sich ein Nachbar als Nazi, mit dem er bald im Streit lag. 1942 wurde De Jong seiner Gesinnung wegen von den deutschen Besatzern verhaftet, allerdings aufgrund seiner schlechten Gesundheit nach wenigen Wochen wieder entlassen. Doch im Jahr darauf wurde er in seinem eigenen Haus im Rahmen eines „Vergeltungszuges“ von Angehörigen des berüchtigten niederländischen SS-Sonderkommandos Silbertanne erschossen.
In De Jongs Geburtsort Nieuw-Vossemeer (Nord-Brabant) wurde ein ihm gewidmetes Museum eingerichtet.

## Werke (Deutsch)
- Adriaan de Jong: Der große Sommer geht zu Ende. Roman einer Jugend. (Umf.: Der große Sommer, Der gute Tod, Das Böse Gerücht, Abschied von einem Jungen).  Übertr. von Jutta und Theodor Knust. Berlin, Evangelische Verlagsanstalt, 1982
- Adriaan de Jong: Ein weißer Traum war dieser Morgen. Roman einer Kindheit. Übertr. von Fr. und M. Grünberg. 2. Aufl. Berlin, Evangelische Verlagsanstalt, 1981 (1. Aufl.: Herz in der Brandung. Roman einer Kindheit. Stuttgart, 1957)
- A.M. de Jong: Der Tod des Patriarchen. Novelle. Wien, Erasmus Verlag, 1946